# Don Most
Don Most o Donny Most, pseudonimo di Donald K. Most (New York, 8 agosto 1953), è un attore, doppiatore e umorista statunitense, conosciuto principalmente per il ruolo di Ralph Malph in Happy Days.

## Biografia
Ha avuto la parte di Ralph Malph, un personaggio ricorrente, nella serie Happy Days dal 1974 al 1984; svolge l'attività di doppiatore, in particolare di cartoni animati (tra cui un cameo come se stesso ne I Griffin) e di disegnatore e umorista: negli Stati Uniti cura una propria rubrica con disegni satirici nella rivista satirica The Onions. Sposato con l'attrice Morgan Hart, ha due figlie. È apparso, assieme al collega Anson Williams, nella trasmissione italiana I migliori anni di Carlo Conti. Ha preso parte all'episodio "Forza Lavoro" della settima stagione di Star Trek Voyager.

## Doppiaggio
La maggior parte delle attività di doppiatore le svolge in diverse serie di cartoni animati del sabato mattina,  termine colloquiale statunitense per indicare i cartoni trasmessi in quella fascia oraria del sabato dagli anni '60 ai '90 nelle maggiori reti televisive. Tra questi ruoli si ricordano: Ralph Malph in Fonzie e la Happy Days Gang (1980), Eric il Cavaliere in Dungeons & Dragons (1983) e Stiles in Teen Wolf (1986–1989). Donny Most ebbe anche un cameo interpretando se stesso nella quinta stagione de I Griffin, nell'episodio 17 ("Lois sindaco di Quahog") del 2007.

## Filmografia parziale

### Cinema
- Crazy Mama, regia di Jonathan Demme (1975)
- Leo and Loree, regia di Jerry Paris (1980)
- L'aereo più pazzo del mondo 3 (Stewardess School), regia di Ken Blancato (1987)
- Impulso omicida (Acting on Impulse), regia di Sam Irvin (1993)
- Doppia seduzione (Hourglass), regia di C. Thomas Howell (1996)
- Il cuoco e la bionda (Pure Danger), regia di C. Thomas Howell (1996)
- Edtv, regia di Ron Howard (1999)
- The Thundering 8th, regia di Donald Borza II (2000)
- Planting Melvin, regia di Kari Nevil (2005)
- The Great Buck Howard, regia di Sean McGinly (2008)
- Finding Madison, regia di Tuan Tran (2008)
- The Yankles, regia di David R. Brooks (2009)
- Bones, regia di Frank Pestarino (2010)
- Un eroe sconosciuto (Unsung Hero), regia di Joel Smallbone e Richard L. Ramsey (2024)

### Televisione
- Happy Days - serie TV, 167 episodi (1974-1983)
- CHiPs - serie TV, episodio 6x04 (1982)
- La signora in giallo (Murder, She Wrote) - serie TV, episodi 3x10-6x16 (1986-1990)
- Baywatch - serie TV, episodio 4x08 (1993)
- Un detective in corsia (Diagnosis Murder) - serie TV, episodio 5x23 (1998)
- Star Trek: Voyager - serie TV, episodi 7x16 - 7x17 (2001)
- Glee - serie TV, 3 episodi (2011-2013)
- Beautiful (The Bold and the Beautiful) - serie TV, 4 episodi (2017)

## Doppiatori italiani
Nelle versioni in italiano delle opere in cui ha recitato, Don Most è stato doppiato da:
- Dante Biagioni in Happy Days (ep. 2x06, 2x16, 2x23, st.4-5, st. 11)[1]
- Luigi Diberti in Happy Days (st. 1-3, ep. 4x01-5, 5x23, st. 6-7 )[1]
- Luciano Marchitiello ne La signora in giallo (ep. 3x10)[2]
- Gianni Williams ne La signora in giallo (ep. 6x16)[2]
- Claudio Beccari in Crow Vs. Crow
- Roberto Stocchi in Glee[3]
- Vittorio Guerrieri in Happy Days (ep. 2x11, 2x13, 2x18)[1]